# Имрани
Имрани (Эмрани, 1454 или 1454 — 1536) — поэт, создававший произведения на еврейско-персидском языке, «один из самых выдающихся еврейских поэтов Ирана». Имрани был вдохновлён более ранним поэтом Шахином, выбрав «в качестве области своего творчества эпоху после Моисея, от Иисуса Навина до периода Давида и Соломона». 
Его главный труд, «Фатх-Наме» («Книга о завоевании», начатая в 1474 году, но не законченная), описывает в поэзии «события библейских книг Иисуса Навина, Руфи и Самуила». Последнее великое произведение Имрани, «Гандж-наме» («Книга сокровищ»), представляет собой «свободный поэтический пересказ и комментарий к мишнаитскому трактату «Авот».

## Главные произведения
- Fatḥ-Nameh ("Книга о завоевании," начата в 1474 году, не закончена)
- Ganj-Nameh ("Книга сокровищ", завершена в 1536 году)